# Vicente Barrios

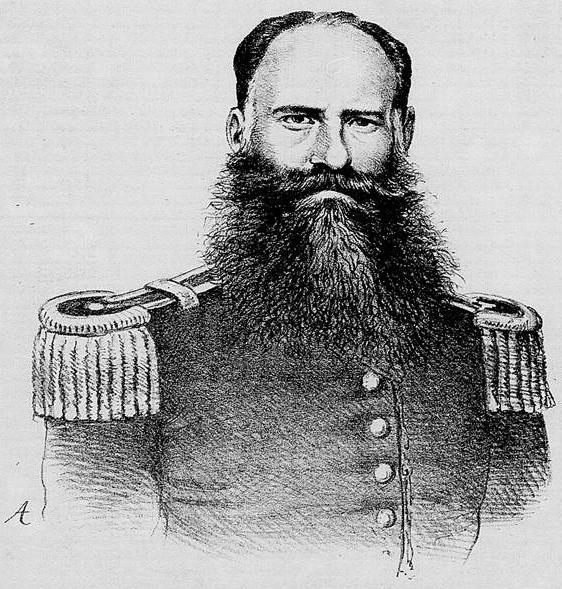
Vicente Barrios, paraguayischer General, Kriegs- und Marineminister sowie Schwager des Präsidenten Francisco Solano López (Angelo Agostini).

Vi(n)cente Barrios Bedoya (* 1825 in Asunción, Paraguay; † 21. Dezember 1868 im heutigen Departamento Central, Paraguay) war ein paraguayischer Offizier und Politiker sowie der Schwiegersohn von Präsident Carlos Antonio López (1790–1862). Unter López und dessen Nachfolger, dem Marschall und Präsidenten Francisco Solano López (1827–1870), hatte Barrios eine Reihe von Positionen inne und fungierte während des Tripel-Allianz-Krieges als Befehlshaber in einigen großen Schlachten und militärischen Kampagnen.

## Leben
Barrios trat 1843 in die Armee Paraguays ein und machte rasch Karriere. 1847 wurde er zum Hauptmann befördert, 1853 zum Oberstleutnant. Als solcher zählte er zum Gefolge von Francisco Solano López während dessen 1853 bis 1854 unternommener Europareise. Diese Reise, auf die ihn sein Vater geschickt hatte, verfolgte primär den Zweck, moderne Schiffe und Rüstungsgüter zu erwerben, aber auch Wissenschaftler, Techniker und Siedler für Paraguay zu rekrutieren. Nach der Rückkehr nach Paraguay wurde López von seinem Vater zum Vizepräsidenten ernannt, Barrios wiederum zum Oberst befördert. In dieser Funktion übernahm er 1855 auch die Leitung eines letztlich fehlgeschlagenen Kolonisationsprojekts, mit dem die heutige Stadt Villa Hayes als „Neu-Bordeaux“ von französischen Einwanderern neu gegründet werden sollte.

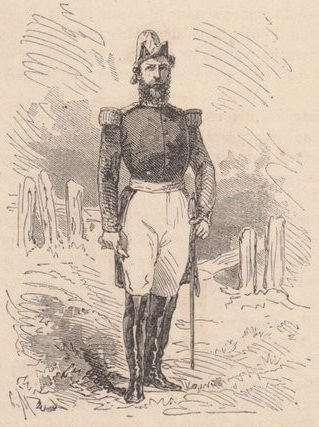
Vicente Barrios, paraguayischer General (Le Monde illustré, 1865).

1856 heiratete Barrios López’ Schwester Inocencia und wurde auf diese Weise ein Mitglied der gesellschaftlichen Elite des Landes und der Schwager von Francisco Solano López, der seinem Vater 1862 als Präsident nachfolgte. Daher überrascht es auch nicht, dass Barrios nach der Kriegserklärung López’ an Brasilien zum Oberkommandierenden der beiden Heeresverbände ernannt wurde, die ab Mitte Dezember 1864 von Alta Paraguay aus auf getrennten Wegen in das Gebiet des brasilianischen Bundesstaats Mato Grosso einfielen. Der Mato-Grosso-Feldzug der paraguayischen Streitkräfte war in strategischer Hinsicht kaum von Nutzen für das Land, er brachte allerdings bedeutende Mengen an Waffen und Munition sowie zehntausende Stück Vieh und sonstige Beute ein. Auch Barrios nahm die Gelegenheit wahr, sich persönlich zu bereichern und ließ große Mengen an geraubten Gütern für sich und seinen Schwager per Schiff nach Paraguay transportieren.
Nach seiner Rückkehr aus dem Mato Grosso wurde Barrios zum Brigadegeneral befördert und zum Kriegs- und Marineminister ernannt. In dieser Funktion folgte er Venancio López, dem Bruder des Präsidenten, nach. Barrios behielt diese Funktion selbst dann noch, als er nach dem Einmarsch einer Armee der Tripel-Allianz-Staaten Argentinien, Brasilien und Uruguay in paraguayisches Staatsgebiet wieder in den aktiven Heeresdienst zurückgerufen wurde.
Am 24. Mai 1866 kommandierte Barrios eine der vier paraguayischen Angriffskolonnen in der Ersten Schlacht bei Tuyuti. Diese Schlacht, die von López als groß angelegter Überraschungsangriff konzipiert worden war, mit dem die alliierte Armee zerschlagen und wieder aus Paraguay vertrieben werden sollte, endete allerdings mit einer schweren Niederlage seiner Streitmacht. Die Abstimmung der paraguayischen Heeresverbände, die durch schwieriges Gelände zu marschieren gehabt hatten, war nicht gelungen. Das hatte dazu geführt, dass sie nicht zeitgleich, sondern nacheinander angegriffen hatten – Barrios Angriffskolonne beispielsweise hatte ihr Einsatzgebiet erst einige Stunden nach dem Schlachtbeginn erreicht – und jeweils mit schweren Verlusten zurückgeschlagen worden waren.
Im November 1867 entschied sich López für einen abermaligen Angriff auf das Armeelager der Alliierten und übertrug seinem Schwager das Kommando über die angreifende Streitmacht. Die nun folgende Zweite Schlacht bei Tuyuti endete mit einer erneuten Niederlage der Angreifer, doch zeigte sich López über die Menge der Geschütze und Versorgungsgüter, die von seiner Armee während der Schlacht erbeutet oder zerstört worden waren, sehr erfreut und beförderte Barrios zum Generalmajor.
Das gute Verhältnis der beiden Männer fand jedoch ein Ende, nachdem es der brasilianischen Marine im Februar 1868 gelungen war, die paraguayischen Flusssperren bei der Festung Humaitá zu überwinden und erstmals die Hauptstadt Asunción zu beschießen. López beschuldigte Barrios des Verrats und ließ ihn unter Hausarrest stellen. Der nun folgenden Jagd auf echte und vermeintliche Verschwörer, die zu einer als „San Fernando-Massaker“ bezeichneten Hinrichtungswelle führte, fiel letztlich auch Barrios zum Opfer. Nach einem vorangegangenen Suizidversuch wurde er am 21. Dezember 1868 auf López’ Befehl hin erschossen.
Barrios’ Frau, die Schwester von López’, die ebenfalls des Verrats bezichtigt und verhaftet worden war, überlebte die brutale Behandlung im Arrest und auch den Krieg. Sie hatte später ein Kind mit einem brasilianischen Offizier, bei dem es sich Gerüchten zufolge um General José Antônio Correia da Câmara gehandelt haben soll.